# Boeing X-20 Dyna-Soar
Boeing X-20 Dyna-Soar ("Dynamic Soarer") là một chương trình của Không quân Hoa Kỳ (USAF) nhằm phát triển một máy bay không gian có thể được sử dụng cho nhiều nhiệm vụ quân sự khác nhau, bao gồm trinh sát, ném bom, cứu hộ không gian, bảo dưỡng vệ tinh và tiêu diệt vệ tinh đối phương. Chương trình này bắt đầu từ 24 tháng 10 năm 1957 tới 10 tháng 12 năm 1963 với chi phi lên tới 660 triệu USD (5,51 tỷ USD) và bị hủy bỏ ngay sau khi việc chế tạo máy bay được bắt đầu.

## Tính năng kỹ chiến thuật (theo thiết kế)
Đặc điểm tổng quát
- Kíp lái: 1
- Chiều dài: 35 ft 4 in (10,77 m)
- Sải cánh: 20 ft 10 in (6,34 m)
- Chiều cao: 8 ft 6 in (2,59 m)
- Diện tích cánh: 345 ft² (32 m²)
- Trọng lượng rỗng: 10.395 lb (4.715 kg)
- Trọng lượng cất cánh tối đa: 11.387 lb (5.165 kg)
- Động cơ: 1 × Martin Trans-stage kiểu rocket, 72.000 lbf (323 kN)

 Hiệu suất bay 
- Vận tốc cực đại: 17.500 mph (28.165 km/h)
- Tầm bay: cách quỹ đạo trái đất 22.000 hải lý, (40.700 km)
- Trần bay: 530.000 ft (160 km)
- Vận tốc lên cao: 100.000 ft/phút (510 m/s)
- Tải trên cánh: 33 lb/ft² (161 kg/m²)